# Martín Cortés Malintzin
Martin Cortés Malintzin, anche conosciuto come El mestizo, "il meticcio" in spagnolo (Delegazione Coyoacán, 1523 – Madrid, 1595), è stato il figlio di Hernán Cortés e della sua amante e interprete La Malinche.
Martín Cortés viene ricordato per essere stato uno dei primi meticci nati nella Nuova Spagna. "El mestizo" condivideva lo stesso nome di Martín Cortés, l'altro figlio di Hernán Cortés avuto dalla moglie Juana de Zúñiga.
Benché la sua data di nascita sia incerta, lo storico Don Federico Gómez de Orozco, suo discendente, sostiene che Cortés fosse nato fra la fine del 1523 e gli inizi dell'anno seguente:
Stando a quanto dichiara Gómez de Orozco, poco dopo la sua nascita, il figlio di Malintzin e Cortés venne separato dai suoi genitori e dato in custodia a Juan de Altamirano, cugino di Hernando.
Martín Cortés venne dichiarato figlio legittimo tramite una bolla emanata da papa Clemente VII.